# Trescore Cremasco
Trescore Cremasco är en ort och kommun i provinsen Cremona i regionen Lombardiet i Italien. Kommunen hade 2 829 invånare (2018).